# Rada Państwa Imperium Rosyjskiego

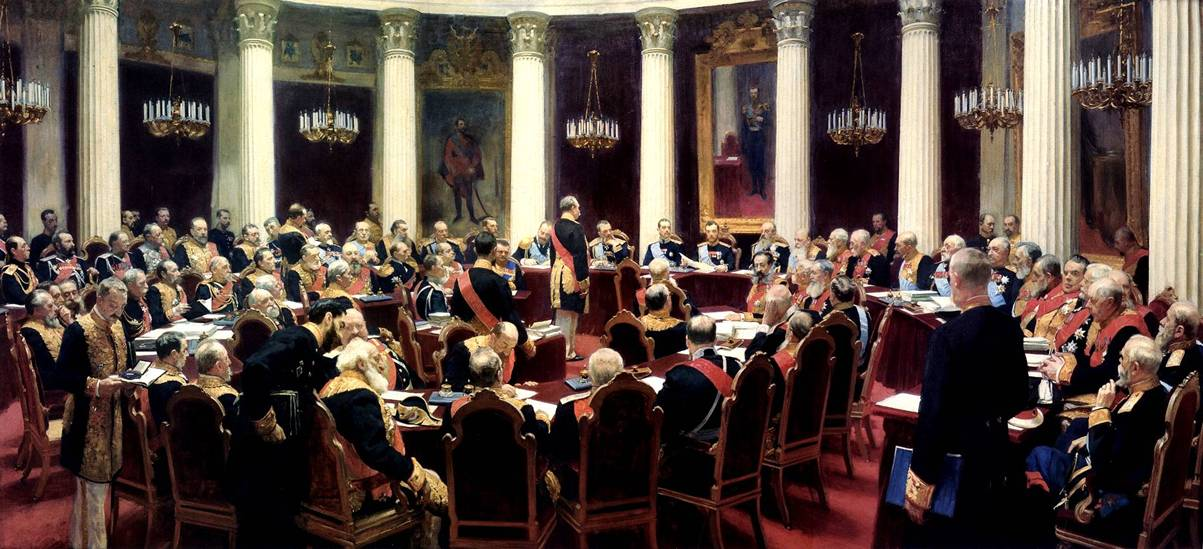
Rada Państwa Imperium Rosyjskiego - posiedzenie z dnia 7 maja 1901 r. – obraz pędzla Ilji Riepina z 1903 r. Muzeum Rosyjskie w Sankt Petersburgu

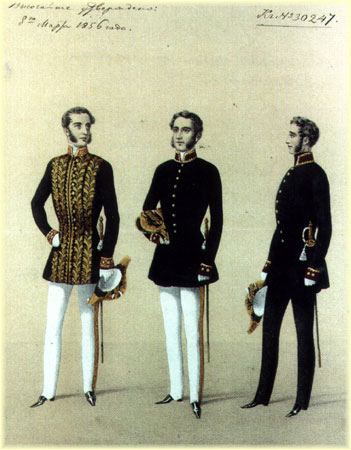
Oficjalne stroje członków Rady Państwa z 1856 roku.

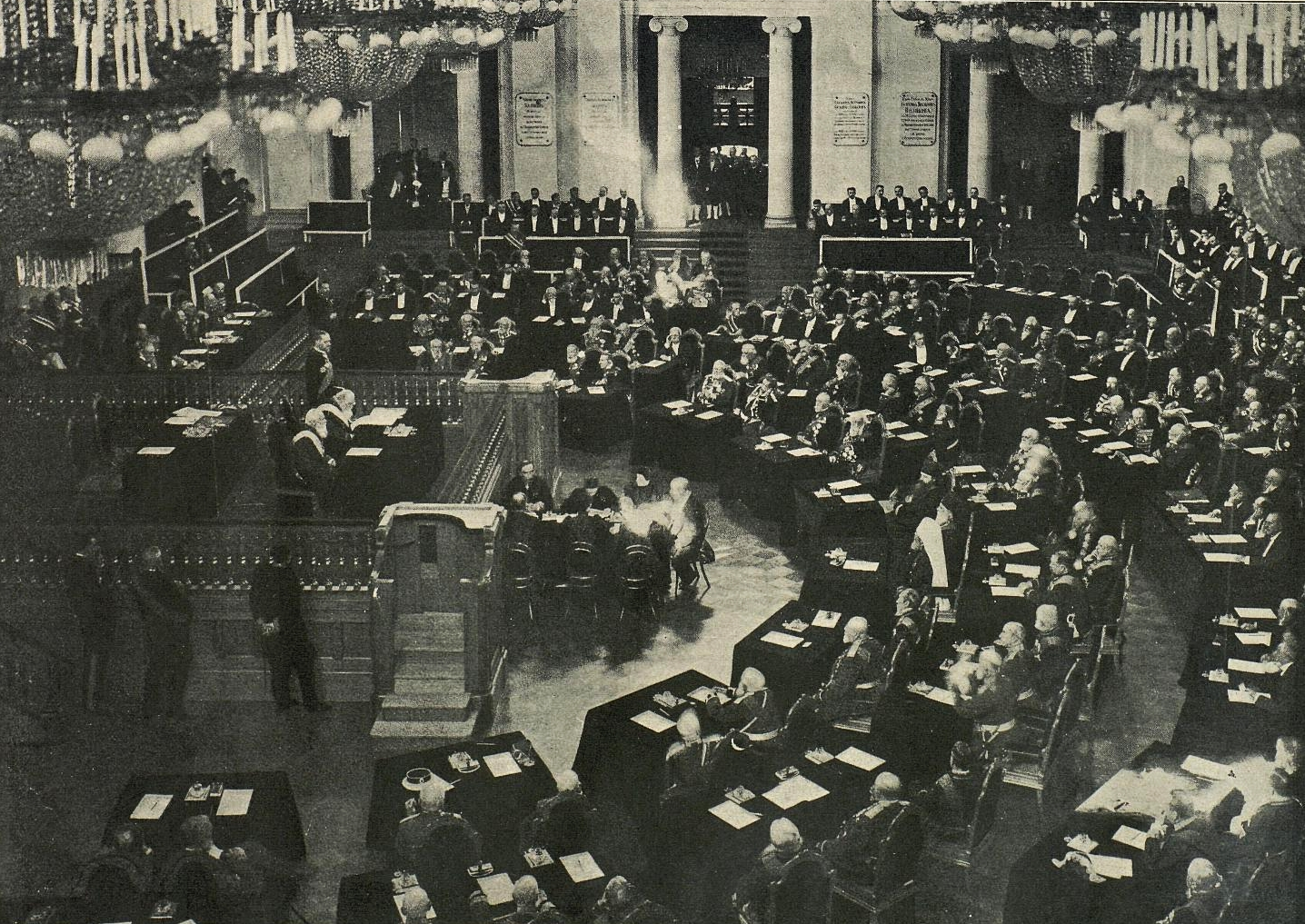
Posiedzenie Rady Państwa z 27 kwietnia 1906 roku.

Rada Państwa (ros. Государственный Совет) – najwyższy organ ustawodawczy w Imperium Rosyjskim oraz najwyższy organ doradczy carów rosyjskich w latach 1810–1906. W latach 1906–1917 Rada Państwa stanowiła izbę wyższą parlamentu Imperium Rosyjskiego.

## Geneza
Początkowe rady te były mało liczne i skupiały się na zagadnieniach spraw zagranicznych.
Katarzyna I założyła Najwyższą Tajną Radę, której rola zmieniała się w czasie.
Piotr III założył Radę Imperatorską ("Императорский Совет"), oficjalnie zwaną "Radą Najwyższego Dworu" ("Совет при высочайшем дворе"). Została ona rozwiązana wkrótce po przejęciu władzy przez Katarzynę II.

## 1810–1917
Rada Państwa została ponownie założona przez Aleksandra I w 1810 w ramach reform Spieranskiego. Planowana pierwotnie jako izba wyższa parlamentu, stała się ciałem doradczym, składającym się z zaufanych osób imperatora. Po założeniu Rada składała się z 35 członków; w 1890 było ich 60. Głównym zadaniem Rady była analiza, ogłaszanie i uchylanie aktów prawnych. 
Siedzibą Rady Państwa był petersburski Pałac Maryjski.
W latach 1906–1917 forma Rady Państwa była określona w Konstytucji z 1906. Jej przewodniczący był wybierany przez Cesarza. Połowa radców była wybierana przez władcę za cywilne i wojskowe osiągnięcia, a druga połowa w wyborach:
- 56 mandatów dla ziemstw (po jednym z każdej guberni)
- 18 mandatów dla Zgromadzenia Szlacheckiego
- 6 mandatów dla Rosyjskiego Kościoła Prawosławnego: 3 z nich dla białego duchowieństwa (parafialnego) i 3 dla czarnego duchowieństwa (mnichów)
- 12 mandatów dla przedstawicieli komisji giełdowych, izb handlowych i organizacji gospodarczych
- 6 mandatów dla Rosyjskiej Akademii Nauk
- 2 mandaty dla Parlamentu Finlandii, który wysyłał swoich delegatów.

Rada Państwa była izbą wyższą parlamentu, podczas gdy Duma Państwowa Imperium Rosyjskiego była izbą niższą. W przeciwieństwie do współczesnych sobie brytyjskiej Izby Lordów oraz pruskiej Izby Panów, była powoływana bardziej demokratycznie, bowiem połowa członków była wybierana.